# Dendrophthoe lanosa
Dendrophthoe lanosa é uma espécie de visco da família Loranthaceae; nenhuma subespécie está listada no Catálogo da Vida. Os registos são da Indochina e da Malásia; no Vietname, pode ser chamado de mộc ký Xiêm.